# Quinebaug Woods
Quinebaug Woods (deutsch Wald am langen See) ist ein 36 Acres (14,6 ha) großes Naturschutzgebiet in Holland im Bundesstaat Massachusetts der Vereinigten Staaten. Es wird von der Organisation The Trustees of Reservations verwaltet.

## Schutzgebiet
Durch das auf der Basis einer Grundstücksschenkung im Jahr 2001 rund um einen Drumlin eingerichtete Schutzgebiet führt ein 1,1 mi (1,8 km) langer Rundweg entlang des Quinebaug River. Der Wald besteht hauptsächlich aus Eichen, Hickory, Weiß-Eschen, Weymouth-Kiefern und Hemlocktannen und bietet Tieren wie Waldfröschen, Amerikanischen Sumpffröschen, Kröten, Salamandern, Bibern, Eisvögeln, Kanadareihern, Sonnenbarschen, Barschen sowie im Bereich der Flora insbesondere Kardinals-Lobelien einen Lebensraum.
Im Osten ist der Blake Hill, im Süden das Hamilton Reservoir zu sehen. Direkt angrenzend befindet sich die Holland Pond Flood Control and Recreation Area (2,3 km²), in unmittelbarer Nähe liegt die Leadmine Wildlife Management Area (2,1 km²).
Der Name „Quinebaug“ stammt aus der Sprache der im südlichen Neuengland lebenden Indianer, in der qunni „lang“ und paug „See“ bedeutet.